# Campionat d'Europa de Futbol sub-21 de la UEFA 2000
El Campionat d'Europa de Futbol sub-21 2000 dura dos anys (1998-2000). La selecció d'Itàlia es proclamà vencedora per quarta vegada.

## Classificació
Vegeu Campionat d'Europa de Futbol sub-21 de la UEFA 2000 (Classificació)

## Seleccions
Vegeu Campionat d'Europa de Futbol sub-21 de la UEFA 2000 (Seleccions) per a la llista completa de seleccions.

## Fase final
Disputada a Eslovàquia del 27 de maig al 3 de juny de 2000.

### Grup A
| Grup A | Grup A          | J | G | E | P | GF | GC | Pts |
| ------ | --------------- | - | - | - | - | -- | -- | --- |
| 1      | República Txeca | 3 | 2 | 1 | 0 | 8  | 5  | 7   |
| 2      | Espanya         | 3 | 1 | 2 | 0 | 2  | 1  | 5   |
| 3      | Països Baixos   | 3 | 1 | 0 | 2 | 3  | 5  | 3   |
| 4      | Croàcia         | 3 | 0 | 1 | 2 | 4  | 6  | 1   |

| 27 de maig | Espanya 1-1 República Txeca       | Trencin |
| 27 de maig | Croàcia 1-2 Països Baixos         | Trnava  |
| 29 de maig | Espanya 0-0 Croàcia               | Trnava  |
| 29 de maig | República Txeca 3-1 Països Baixos | Trencin |
| 1 de juny  | Països Baixos 0-1 Espanya         | Trnava  |
| 1 de juny  | República Txeca 4-3 Croàcia       | Trencin |

### Grup B
| Grup B | Grup B     | J | G | E | P | GF | GC | Pts |
| ------ | ---------- | - | - | - | - | -- | -- | --- |
| 1      | Itàlia     | 3 | 2 | 1 | 0 | 6  | 2  | 7   |
| 2      | Eslovàquia | 3 | 2 | 1 | 0 | 5  | 2  | 7   |
| 3      | Anglaterra | 3 | 1 | 0 | 2 | 6  | 4  | 3   |
| 4      | Turquia    | 3 | 0 | 0 | 3 | 2  | 11 | 0   |

| 27 de maig | Itàlia 2-0 Anglaterra     | Bratislava |
| 27 de maig | Eslovàquia 2-1 Turquia    | Bratislava |
| 29 de maig | Itàlia 1-1 Eslovàquia     | Bratislava |
| 29 de maig | Anglaterra 6-0 Turquia    | Bratislava |
| 1 de juny  | Turquia 1-3 Itàlia        | Bratislava |
| 1 de juny  | Anglaterra 0-2 Eslovàquia | Bratislava |

## Eliminatòries
| Diumenge 4 de juny - Espanya 1 - Eslovàquia 0 Bratislava | Diumenge 4 de juny - República Txeca 1 - Itàlia 2 Bratislava |

|  | Itàlia campió · República Txeca subcampió · Espanya 3r · Eslovàquia 4t |

## Resultat
| Guanyadors del Campionat d'Europa de Futbol sub-21 de la UEFA 2000 · Itàlia · 4t Títol |

## Golejadors
| Nom          | País   | Partits | Gols |
| ------------ | ------ | ------- | ---- |
| Andrea Pirlo | Itàlia | 5       | 3    |

## Classificació per als Jocs Olímpics
- República Txeca, Itàlia, Eslovàquia i Espanya classificats per als jocs olímpics.